# Rejon brasowski
Rejon brasowski (ros. Брасовский район) – jednostka podziału administracyjnego na południowym wschodzie obwodu briańskiego w Federacji Rosyjskiej.
Ośrodkiem administracyjnym rejonu jest osiedle typu miejskiego Łokot´.

## Geografia
Powierzchnia rejonu wynosi 1210 km². Główne rzeki rejonu to Krapiwna i Nierussa.

## Historia
Rejon powstał w 1929 roku na bazie wołostu brasowskiego w ujeździe siewskim, do którego włączono terytorium rejonu głodniewskiego obwodu centralno-czarnoziemnego.
Do 20 października 1931 ośrodkiem administracyjnym rejonu była wieś Brasowo. Pochodzi od niej zachowana do dzisiaj nazwa rejonu.
W latach 1929–1937 rejon wchodził w skład obwodu zachodniego, w latach 1937–1944 znajdował się w obwodzie orłowskim. Od 1944 roku znajduje się w składzie obwodu briańskiego.

## Transport
Przez terytorium rejonu przebiega trasa kolejowa Briańsk-Lgow, droga magistralna M3. Ze wszystkich miejscowości rejonu można dostać się do jego ośrodka administracyjnego dzięki połączeniom autobusowym.

## Atrakcje turystyczne
W rejonie znajduje się monaster Płoszczanskaja Pustyń.